# ديفيد بيكوك
ديفيد بيكوك (بالإنجليزية: David Peacock)‏ هو لاعب كرة قدم أمريكية أمريكي، (ولد في إيستمان في الولايات المتحدة 1890 – 1944 م).